# Pentium M
Il Pentium M è stato il settimo microprocessore Intel con architettura x86 a 32bit progettato, costruito da Intel e destinato all'utilizzo nei computer portatili.  Presentato il 12 marzo 2003, il suo nome in codice prima della commercializzazione era Banias (questo è il nome in codice della prima generazione, poi è arrivato Dothan e altre versioni sono seguite di lì a poco). I nomi in codice dei Pentium M traggono tutti ispirazione da altrettante località israeliane, dove risiedeva il gruppo di sviluppatori del Pentium M.
Intel decise l'utilizzo del marchio Pentium M per le proprie CPU mobile, passando ai nuovi nomi Core Duo e Core Solo. Di conseguenza essi si possono entrambi identificare come i successori del Pentium M andando a costituire la nuova piattaforma Centrino Duo.

## Storia
La storia del Pentium M prima, e del progetto Centrino poi, inizia ad Haifa in Israele, dove Intel possiede un importante centro di ricerca e sviluppo.
Nel 2000 venne chiesto a questo gruppo di sviluppare un nuovo processore per il segmento desktop che integrasse sul die 2 controller: quello della memoria e quello grafico. Si trattava di un progetto ambizioso e di nuova concezione, complicato ulteriormente dalla limitata disponibilità di fondi, cosa che portò a basare il progetto di questo chip (chiamato in codice Timna) su quello del Pentium III, nel tentativo di limitare le spese.
Lo sviluppo di Timna iniziò, continuando speditamente fino al 2001, anno in cui il progetto era ormai praticamente ultimato e molti dei necessari passaggi di verifica erano stati già completati. A questo punto però da Santa Clara (sede principale della Intel), arrivò una notizia del tutto inattesa: «È necessario abbandonare il progetto Timna». La motivazione dietro a questa decisione risiederebbe nel fatto che Intel si sarebbe resa conto di aver commesso un grosso errore strategico nel momento in cui aveva deciso di utilizzare la tecnologia RDRAM di Rambus per i suoi Pentium III e 4, e soprattutto nell'averla adottata in maniera esclusiva, senza consentire l'utilizzo delle più economiche memorie DDR con cui AMD stava guadagnando consistenti fette di mercato. Tale tecnologia infatti, anche se offre prestazioni decisamente più elevate di quella alla base delle memorie DDR, è molto più costosa per l'utente finale e ha di fatto limitato la diffusione su vasta scala dei processori Intel dell'ultima generazione. Dato che il controller della memoria era parte integrante di Timna, e chiaramente basato anch'esso sulla tecnologia RDRAM, questo cambio di rotta non poteva che bloccarne bruscamente lo sviluppo. Gli ingegneri furono quindi chiamati a lasciare quel progetto ed a iniziarne uno nuovo per un processore mobile.
Nel 2001, era ormai trascorso un anno dall'introduzione sul mercato del Pentium 4 e l'architettura NetBurst, introdotta con questa CPU, stava cominciando a diffondersi sempre più tra i consumatori. Con Willamette (nome in codice del primo Pentium 4), Intel mostrò di aver definitivamente scelto la “strada dei GHz”, aveva cioè legato il proprio nome ad un motto: "+ GHZ = + Potenza".
Nello sviluppo del nuovo processore mobile, il gruppo israeliano guardò ovviamente con interesse alle innovazioni introdotte con Willamette, approntando la nuova linea di sviluppo: si decise che il nuovo processore, nato sulle ceneri del progetto Timna e conosciuto internamente con il nome in codice di "Banias", sarebbe stato fondamentalmente basato sull'architettura P6 (quella del Pentium III, in onore del progetto Timna) ma avrebbe impiegato il sistema di comunicazioni interne del progetto del Pentium 4.
La scelta dei progettisti Intel apparve subito giustificata dal fatto che i "punti deboli" dell'architettura P6 erano ben noti, ma non lo erano ancora del tutto quelli della nuova architettura NetBurst. L'opera di progettazione e verifica riprese a pieno ritmo e, dopo più di un anno di duro lavoro, si giunse, sul finire del 2002, ad ottenere un'architettura che qualcuno non esitò a definire "un Pentium III con il bus di un Pentium 4".
Il 12 marzo 2003 Intel presentò il nuovo nato: Banias. Questo processore, specificamente pensato per l'impiego in ambienti mobile, abbinato ad un modulo Wi-Fi Intel PRO/Wireless 2100 ed al chipset i855PM/GM andò a costituire la cosiddetta piattaforma "Centrino" che in questa versione originale era conosciuta inizialmente con il nome in codice Carmel. Il successo dei sistemi portatili basati sul nuovo core fu quasi subito evidente e la piattaforma Centrino divenne ben presto una delle protagoniste del boom del segmento mobile nel 2003.

## Caratteristiche tecniche

### Architettura
Il Pentium M è stata un'innovazione radicale per Intel, in quanto non si tratta di una versione a basso consumo del Pentium 4 orientato al mercato desktop, ma è piuttosto una versione profondamente modificata del Pentium III (a sua volta una versione modificata del Pentium II che era un'evoluzione del vecchio Pentium Pro con l'aggiunta delle istruzioni MMX). È ottimizzato per un basso consumo, una caratteristica fondamentale per estendere la durata della batteria dei computer portatili. Per consumare, e riscaldare, molto meno di un processore per computer desktop, il Pentium M utilizza un clock molto inferiore rispetto al contemporaneo Pentium 4, ma con prestazioni molto simili (un Pentium M a 1,4 GHz tipicamente ha prestazioni confrontabili o superiori a quelle di un Pentium 4 Northwood a 2,4 GHz con bus a 400 MHz, senza la tecnologia Hyper-Threading).

### Descrizione
Il Pentium M accoppia il nucleo di esecuzione del Pentium III con l'interfaccia di bus del Pentium 4, un migliorato interfacciamento tra stage di "decode" e di "execute", una migliore predizione dei salti, supporto per SSE, SSE2 e (dal processore Yonah in poi) SSE3, oltre ad una cache più grande. La cache secondaria, che in genere consuma molta potenza, utilizza un metodo innovativo di accesso per evitare attivazioni di sue parti a cui non si farà accesso. Altri metodi per limitare i consumi sono la frequenza di funzionamento variabile e un voltaggio ridotto, che permettono al Pentium M di "rallentare" (riducendo il clock tipicamente a 600 MHz) quando il sistema è inattivo o in modalità di risparmio energetico.
L'intenzione di Intel di offrire tale CPU in sistemi mobile è stata maggiormente esemplificata nel momento in cui ha reso il Pentium M il cuore della piattaforma Centrino.
Anche se questa CPU in principio era intesa solo come processore per portatili, sono state prodotte in quantità limitate schede madri che lo supportano a partire dalla seconda metà del 2004, e Intel ha iniziato a modificare il processore in vista del possibile lancio di una versione per desktop nello stesso periodo. ASUS ha sviluppato un adattatore per utilizzare processori Pentium M su schede madri ASUS selezionate progettate per Pentium 4 su Socket 478. Dopo questa sintesi si vedano sotto i dettagli del Pentium M nelle sue varie evoluzioni.

## Evoluzioni

### Banias
Il primo processore Pentium M aveva nome in codice Banias.  Era prodotto con processo produttivo a 130 nm e fu commercializzato con frequenze tra 1,3 GHz e 1,6 GHz, con cache L2 da 1 MB (paragonati ai 256 KB o 512 KB dei contemporanei processori P4 o Athlon). Non supportava l'Hyper-Threading, che era appena stato reso disponibile sul Pentium 4, ma molti analisti hanno supposto che il processore non avrebbe incrementato le sue prestazioni per una serie di differenze di architettura tra il core P6 e il core NetBurst. La piattaforma Centrino di prima generazione che lo utilizzava era chiamata con il nome in codice Carmel.

### Dothan
Intel ha lanciato il suo Pentium M migliorato, chiamato Dothan, il 10 maggio 2004. I processori Pentium M Dothan sono tra i primi processori di Intel ad essere identificati da un processor number piuttosto che dal clock, così questi Pentium sono conosciuti come Pentium M 715 (1,5 GHz), 725 (1,6 GHz), 735 (1,7 GHz), 745 (1,8 GHz), 755 (2,0 GHz), 765 (2,1 GHz), 770 (2,13 GHz) e 780 (2,26 GHz).
Questa linea di processori ha avuto modelli da 1.0 GHz a 2.26 GHz (dati di luglio 2005). I modelli con frequenze di clock più basse sono CPU a basso voltaggio o a bassissimo voltaggio progettate per ottimizzare ancora di più la durata delle batterie e il calore emesso. I modelli 718 (1,3 GHz) e 738 (1,4 GHz) sono modelli a basso voltaggio, mentre il 723 (1,0 GHz) e 733 (1,1 GHz) sono modelli a bassissimo voltaggio.
I Pentium M della serie 7xx mantengono la stessa architettura del Pentium M originale, ma sono costruiti con processo a 90 nm. La dimensione del die, di 84 mm2, rimane approssimativamente lo stesso del Pentium M originale, anche se la serie 700 contiene circa 140 milioni di transistor, la maggior parte dei quali costituiscono la grande cache da 2 MB. La potenza dissipata è inoltre scesa a 21 watt (dai 24,5 del Banias) anche se i consumi a velocità di clock più bassi sono aumentati leggermente. Comunque, test condotti da siti specializzati di terze parti hanno mostrato che computer portatili con Banias e Dothan hanno una durata della batteria approssimativamente uguale.
Modifiche al core di Dothan del 2005 supportano bus a 533 MHz e XD-bit e insieme al chipset Alviso (nome in codice della versione mobile del i915) e al modulo Wi-fi Calexico 2 forma la piattaforma Sonoma.

### Yonah
Originariamente il core Yonah doveva essere un Pentium M serie 8xx, successore del Pentium M Dothan, ma a novembre 2005 Intel ha deciso di cambiare il nome commerciale di questo processore Dual core in Core Duo e Core Solo (quest'ultimo include i modelli single core di Yonah). Quindi sebbene sia fortemente basato su Dothan e sia stato per lungo tempo indicato come un Pentium M, formalmente non lo è, e di conseguenza ogni altro approfondimento è demandato agli articoli dedicati: Core Duo, Core Solo e Yonah.

## Modelli
La tabella seguente mostra tutti i modelli di Pentium M arrivati sul mercato. Molti di questi condividono caratteristiche comuni pur essendo basati su core diversi; per questo motivo, allo scopo di rendere maggiormente evidente tali affinità e "alleggerire" la visualizzazione alcune colonne mostrano un valore comune a più righe. Di seguito anche una legenda dei termini (alcuni abbreviati) usati per l'intestazione delle colonne:
- Nome Commerciale: si intende il nome con cui è stato immesso in commercio quel particolare esemplare.
- Data: si intende la data di immissione sul mercato di quel particolare esemplare
- Socket: lo zoccolo della scheda madre in cui viene inserito il processore. In questo caso il numero rappresenta oltre al nome anche il numero dei pin di contatto.
- Clock: la frequenza di funzionamento del processore.
- Molt.: sta per "Moltiplicatore" ovvero il fattore di moltiplicazione con il quale bisogna moltiplicare la frequenza di bus dividendo il prodotto per 4 per ottenere la frequenza del processore.
- P.Prod.: sta per "Processo produttivo" e indica tipicamente la dimensione dei gate dei transistor (180 nm, 130 nm, 90 nm).
- Voltag.: sta per "voltaggio" e indica la tensione di alimentazione del processore.
- Watt: si intende il consumo massimo di quel particolare esemplare.
- Bus: frequenza del bus di sistema.
- Cache: dimensione delle cache di 1° e 2°.
- XD: sta per XD-bit e indica l'implementazione della tecnologia di sicurezza che evita l'esecuzione di codice malevolo sul computer.
- 64: sta per "EM64T" e indica l'implementazione della tecnologia a 64 bit di Intel.
- HT: sta per "Hyper-Threading" e indica l'implementazione della esclusiva tecnologia Intel che consente al sistema operativo di vedere 2 core logici.
- ST: sta per "SpeedStep Technology" ovvero la tecnologia di risparmio energetico sviluppata da Intel e inserita negli ultimi Pentium M per contenere il consumo massimo.
- VT: sta per "Vanderpool Technology", la tecnologia di virtualizzazione che rende possibile l'esecuzione simultanea di più sistemi operativi differenti contemporaneamente.
- Core: si intende il nome in codice del progetto alla base di quel particolare esemplare.

| Nome Commerciale      | Data            | Socket | Clock    | Molt. | P.Prod.        | Voltag.         | Watt   | Bus     | Cache          | XD | 64 | HT | ST | VT | Core   |
| --------------------- | --------------- | ------ | -------- | ----- | -------------- | --------------- | ------ | ------- | -------------- | -- | -- | -- | -- | -- | ------ |
| Pentium M 1,1 GHz     | 12 marzo 2003   | 479    | 1.1 GHz  | 11x   | 130 nm 77 mil. | 1,39 V 0,96 V   | 24,5 W | 400 MHz | L1=64KB L2=1MB | No | No | No | Sì | No | Banias |
| Pentium M 1,2 GHz     | 12 marzo 2003   | 479    | 1.2 GHz  | 12x   | 130 nm 77 mil. | 1,39 V 0,96 V   | 24,5 W | 400 MHz | L1=64KB L2=1MB | No | No | No | Sì | No | Banias |
| Pentium M 1,3 GHz     | 12 marzo 2003   | 479    | 1.3 GHz  | 13x   | 130 nm 77 mil. | 1,39 V 0,96 V   | 24,5 W | 400 MHz | L1=64KB L2=1MB | No | No | No | Sì | No | Banias |
| Pentium M 1,4 GHz     | 12 marzo 2003   | 479    | 1.4 GHz  | 14x   | 130 nm 77 mil. | 1,484 V 0,956 V | 24,5 W | 400 MHz | L1=64KB L2=1MB | No | No | No | Sì | No | Banias |
| Pentium M 1,5 GHz     | 12 marzo 2003   | 479    | 1.5 GHz  | 15x   | 130 nm 77 mil. | 1,484 V 0,956 V | 24,5 W | 400 MHz | L1=64KB L2=1MB | No | No | No | Sì | No | Banias |
| Pentium M 1,6 GHz     | 12 marzo 2003   | 479    | 1.6 GHz  | 16x   | 130 nm 77 mil. | 1,484 V 0,956 V | 24,5 W | 400 MHz | L1=64KB L2=1MB | No | No | No | Sì | No | Banias |
| Pentium M 1,7 GHz     | 2 giugno 2003   | 479    | 1.7 GHz  | 17x   | 130 nm 77 mil. | 1,484 V 0,956 V | 24,5 W | 400 MHz | L1=64KB L2=1MB | No | No | No | Sì | No | Banias |
| Pentium M 1,8 GHz     | N.D.            | 479    | 1.8 GHz  | 18x   | 130 nm 77 mil. | N.D.            | N.D.   | 400 MHz | L1=64KB L2=1MB | No | No | No | Sì | No | Banias |
| Pentium M 2 GHz       | N.D.            | 479    | 2.0 GHz  | 20x   | 130 nm 77 mil. | N.D.            | N.D.   | 400 MHz | L1=64KB L2=1MB | No | No | No | Sì | No | Banias |
| Pentium M 705         | 16 luglio 2004  | 479    | 1.5 GHz  | 15x   | 130 nm 77 mil. | N.D.            | N.D.   | 400 MHz | L1=64KB L2=1MB | No | No | No | Sì | No | Banias |
| Pentium M 715         | 23 giugno 2004  | 479    | 1.5 GHz  | 15x   | 90 nm 140 mil. | 1,340 V 0,988 V | 21 W   | 400 MHz | L1=64KB L2=2MB | No | No | No | Sì | No | Dothan |
| Pentium M 725         | 23 giugno 2004  | 479    | 1.6 GHz  | 16x   | 90 nm 140 mil. | 1,340 V 0,988 V | 21 W   | 400 MHz | L1=64KB L2=2MB | No | No | No | Sì | No | Dothan |
| Pentium M 735         | 10 maggio 2004  | 479    | 1.7 GHz  | 17x   | 90 nm 140 mil. | 1,340 V 0,988 V | 21 W   | 400 MHz | L1=64KB L2=2MB | No | No | No | Sì | No | Dothan |
| Pentium M 745         | 10 maggio 2004  | 479    | 1.8 GHz  | 18x   | 90 nm 140 mil. | 1,340 V 0,988 V | 21 W   | 400 MHz | L1=64KB L2=2MB | No | No | No | Sì | No | Dothan |
| Pentium M 755         | 10 maggio 2004  | 479    | 2.0 GHz  | 20x   | 90 nm 140 mil. | 1,340 V 0,988 V | 21 W   | 400 MHz | L1=64KB L2=2MB | No | No | No | Sì | No | Dothan |
| Pentium M 765         | 20 ottobre 2004 | 479    | 2.1 GHz  | 21x   | 90 nm 140 mil. | 1,340 V 0,988 V | 21 W   | 400 MHz | L1=64KB L2=2MB | No | No | No | Sì | No | Dothan |
| Pentium M 730         | 19 gennaio 2005 | 479    | 1.6 GHz  | 12x   | 90 nm 140 mil. | 1,372 V 0,988 V | 27 W   | 533 MHz | L1=64KB L2=2MB | Sì | No | No | Sì | No | Dothan |
| Pentium M 740         | 19 gennaio 2005 | 479    | 1.73 GHz | 13x   | 90 nm 140 mil. | 1,372 V 0,988 V | 27 W   | 533 MHz | L1=64KB L2=2MB | Sì | No | No | Sì | No | Dothan |
| Pentium M 750         | 19 gennaio 2005 | 479    | 1.86 GHz | 14x   | 90 nm 140 mil. | 1,372 V 0,988 V | 27 W   | 533 MHz | L1=64KB L2=2MB | Sì | No | No | Sì | No | Dothan |
| Pentium M 760         | 19 gennaio 2005 | 479    | 2.0 GHz  | 15x   | 90 nm 140 mil. | 1,372 V 0,988 V | 27 W   | 533 MHz | L1=64KB L2=2MB | Sì | No | No | Sì | No | Dothan |
| Pentium M 770         | 19 gennaio 2005 | 479    | 2.13 GHz | 16x   | 90 nm 140 mil. | 1,372 V 0,988 V | 27 W   | 533 MHz | L1=64KB L2=2MB | Sì | No | No | Sì | No | Dothan |
| Pentium M 780         | 28 luglio 2005  | 479    | 2.26 GHz | 17x   | 90 nm 140 mil. | 1,372 V 0,988 V | 27 W   | 533 MHz | L1=64KB L2=2MB | Sì | No | No | Sì | No | Dothan |
| Pentium M LV 1,1 GHz  | 12 marzo 2003   | 479    | 1.1 GHz  | 11x   | 130 nm 77 mil. | 1,180 V 0,956 V | 12 W   | 400 MHz | L1=64KB L2=1MB | No | No | No | Sì | No | Banias |
| Pentium M LV 1,20 GHz | 2 giugno 2003   | 479    | 1.2 GHz  | 12x   | 130 nm 77 mil. | 1,180 V 0,956 V | 12 W   | 400 MHz | L1=64KB L2=1MB | No | No | No | Sì | No | Banias |
| Pentium M LV 718      | 7 aprile 2004   | 479    | 1.3 GHz  | 13x   | 130 nm 77 mil. | 1,180 V 0,956 V | 12 W   | 400 MHz | L1=64KB L2=1MB | No | No | No | Sì | No | Banias |
| Pentium M LV 738      | 20 luglio 2004  | 479    | 1.4 GHz  | 14x   | 90 nm 140 mil. | 1,116 V 0,988 V | 10 W   | 400 MHz | L1=64KB L2=2MB | No | No | No | Sì | No | Dothan |
| Pentium M LV 758      | 19 gennaio 2005 | 479    | 1.5 GHz  | 15x   | 90 nm 140 mil. | 1,116 V 0,988 V | 10 W   | 400 MHz | L1=64KB L2=2MB | Sì | No | No | Sì | No | Dothan |
| Pentium M LV 778      | 28 luglio 2005  | 479    | 1.6 GHz  | 16x   | 90 nm 140 mil. | 1,116 V 0,988 V | 10 W   | 400 MHz | L1=64KB L2=2MB | Sì | No | No | Sì | No | Dothan |
| Pentium M ULV 900 MHz | 12 marzo 2003   | 479    | 0.9 GHz  | 9x    | 130 nm 77 mil. | 1,004 V 0,844 V | 7 W    | 400 MHz | L1=64KB L2=1MB | No | No | No | Sì | No | Banias |
| Pentium M ULV 1,0 GHz | 2 giugno 2003   | 479    | 1.0 GHz  | 10x   | 130 nm 77 mil. | 1,004 V 0,844 V | 7 W    | 400 MHz | L1=64KB L2=1MB | No | No | No | Sì | No | Banias |
| Pentium M ULV 713     | 7 aprile 2004   | 479    | 1.1 GHz  | 11x   | 130 nm 77 mil. | 1,004 V 0,844 V | 7 W    | 400 MHz | L1=64KB L2=1MB | No | No | No | Sì | No | Banias |
| Pentium M ULV 723     | 20 luglio 2004  | 479    | 1.0 GHz  | 10x   | 90 nm 140 mil. | 0,940 V 0,812 V | 5 W    | 400 MHz | L1=64KB L2=2MB | No | No | No | Sì | No | Dothan |
| Pentium M ULV 733     | 20 luglio 2004  | 479    | 1.1 GHz  | 11x   | 90 nm 140 mil. | 0,940 V 0,812 V | 5 W    | 400 MHz | L1=64KB L2=2MB | No | No | No | Sì | No | Dothan |
| Pentium M ULV 733 J   | N.D.            | 479    | 1.1 GHz  | 11x   | 90 nm 140 mil. | 0,940 V 0,812 V | 5 W    | 400 MHz | L1=64KB L2=2MB | Sì | No | No | Sì | No | Dothan |
| Pentium M ULV 753     | 19 gennaio 2005 | 479    | 1.2 GHz  | 12x   | 90 nm 140 mil. | 0,940 V 0,812 V | 5 W    | 400 MHz | L1=64KB L2=2MB | Sì | No | No | Sì | No | Dothan |